# 성경환
성경환(成景煥, 1955년 9월 5일 ~ )은 대한민국 前 아나운서이다. 
원광대학교 법학과를 졸업하였고, 1982년 MBC에 아나운서로 입사하여 2008년까지 아나운서로 근무하였다. 
MBC 퇴사 후에는 前 TBS 교통방송 대표이사 사장을 지냈고, 2018년에 한국정책방송원의 원장으로 선임됐다.

## 경력
- MBC 아나운서국 아나운서
- MBC 아나운서국 1부장
- MBC 아나운서국장
- 성공회대학교 신문방송학과 겸임교수
- MBC 아카데미 대표이사 사장
- TBS 교통방송 대표이사 사장
- 한국정책방송원 원장

## 학력
- 태인고등학교 졸업
- 원광대학교 법학과 학사
- 연세대학교 행정대학원 언론홍보학과 언론학 석사

## 수상
- 대통령 표창

## 방송 활동
- MBC TV 《MBC 마감뉴스》
- MBC TV 《MBC 뉴스레이더》
- MBC TV 《MBC 뉴스속보, MBC 뉴스특보》
- MBC TV 《MBC 930 뉴스》
- MBC TV 《MBC 저녁뉴스》
- MBC TV 《MBC 뉴스 24》
- MBC TV 《미디어 비평》
- MBC TV 《TV 속의 TV》
- MBC 표준FM 《우리들의 합창》
- MBC 표준FM 《MBC 저녁종합뉴스》
- MBC 표준FM 《화제집중! 전화를 받습니다》